# Börje Bergqvist
Börje Bergqvist, född 6 januari 1928 i Lekaryd, Småland, död 11 mars 2002 i Sköndal, Stockholm, var en svensk skådespelare.

## Filmografi
- 1954 – Seger i mörker
- 1957 – Synnöve Solbakken
- 1957 – Räkna med bråk